# Allsky-Kamera
Eine Allsky-Kamera (englisch: Allsky camera oder Whole sky camera ‚Allhimmelskamera‘) ist eine spezielle Weitwinkelkamera, die senkrecht in den Himmel ausgerichtet für astronomische Langzeitaufnahmen in der Astrofotografie sowie zur Wetter- und Meteoritenbeobachtung benutzt wird.

## Einsatz

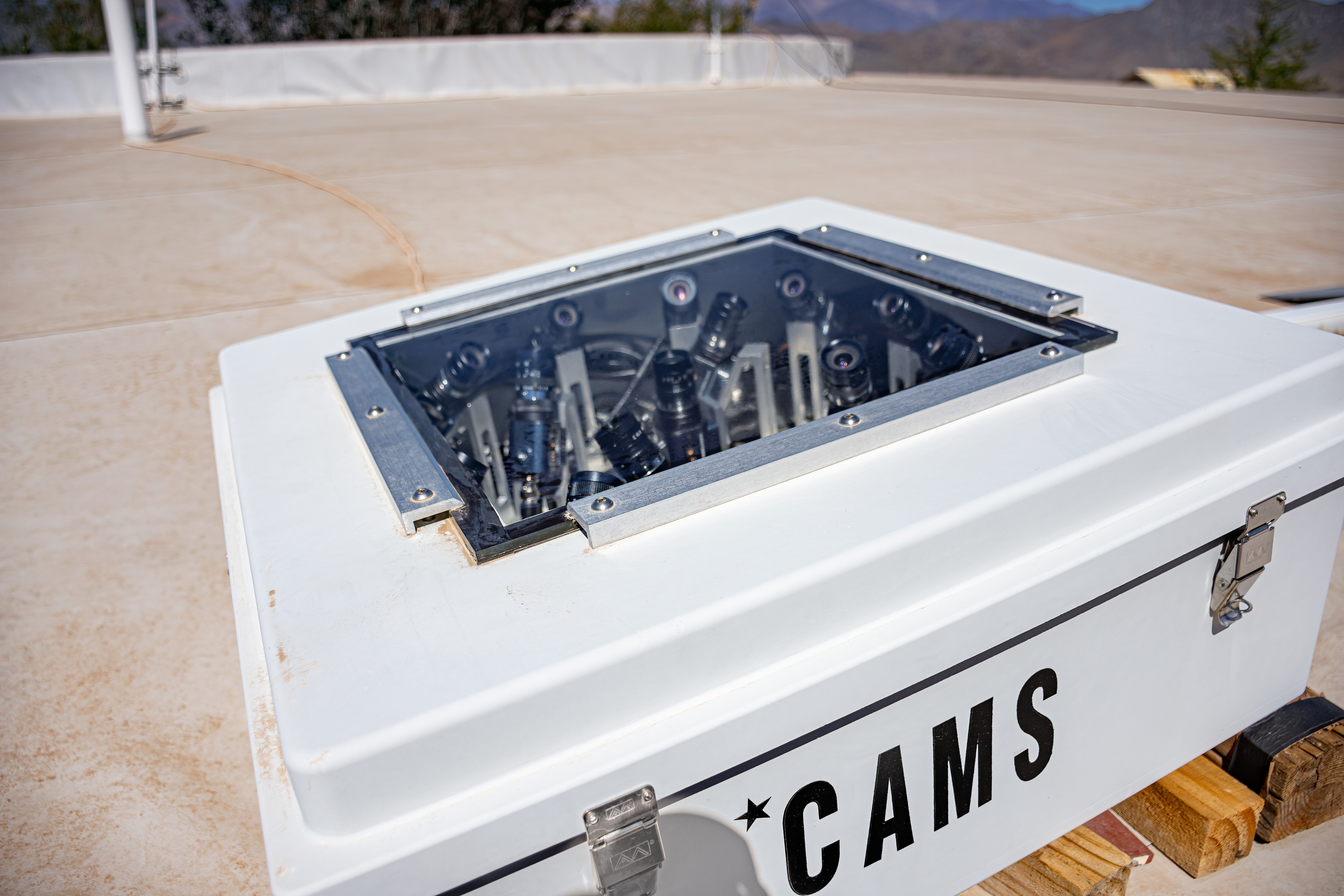
CAMS AllSky-Kamera des Cerro Tololo Inter-American Observatory in Chile

Allsky-Kameras werden sowohl in Sternwarten als auch von Amateurastronomen eingesetzt. Die Geräte sind in der Regel stationär montiert und zeichnen rund um die Uhr auf. Die relativ lang belichteten Einzelaufnahmen können computergestützt automatisch zu Zeitrafferaufnahmen, Keogrammen und Strichspuraufnahmen verarbeitet werden.
Einige Betreiber von Allsky-Kameras haben sich in Netzwerken, wie dem AllSky7 Fireball Network, dem Fireball Recovery and InterPlanetary Observation Network (FRIPON) oder dem Cameras for Allsky Meteor Surveillance (CAMS) zur Erkennung von Meteoren zusammengeschlossen.

## Aufbau

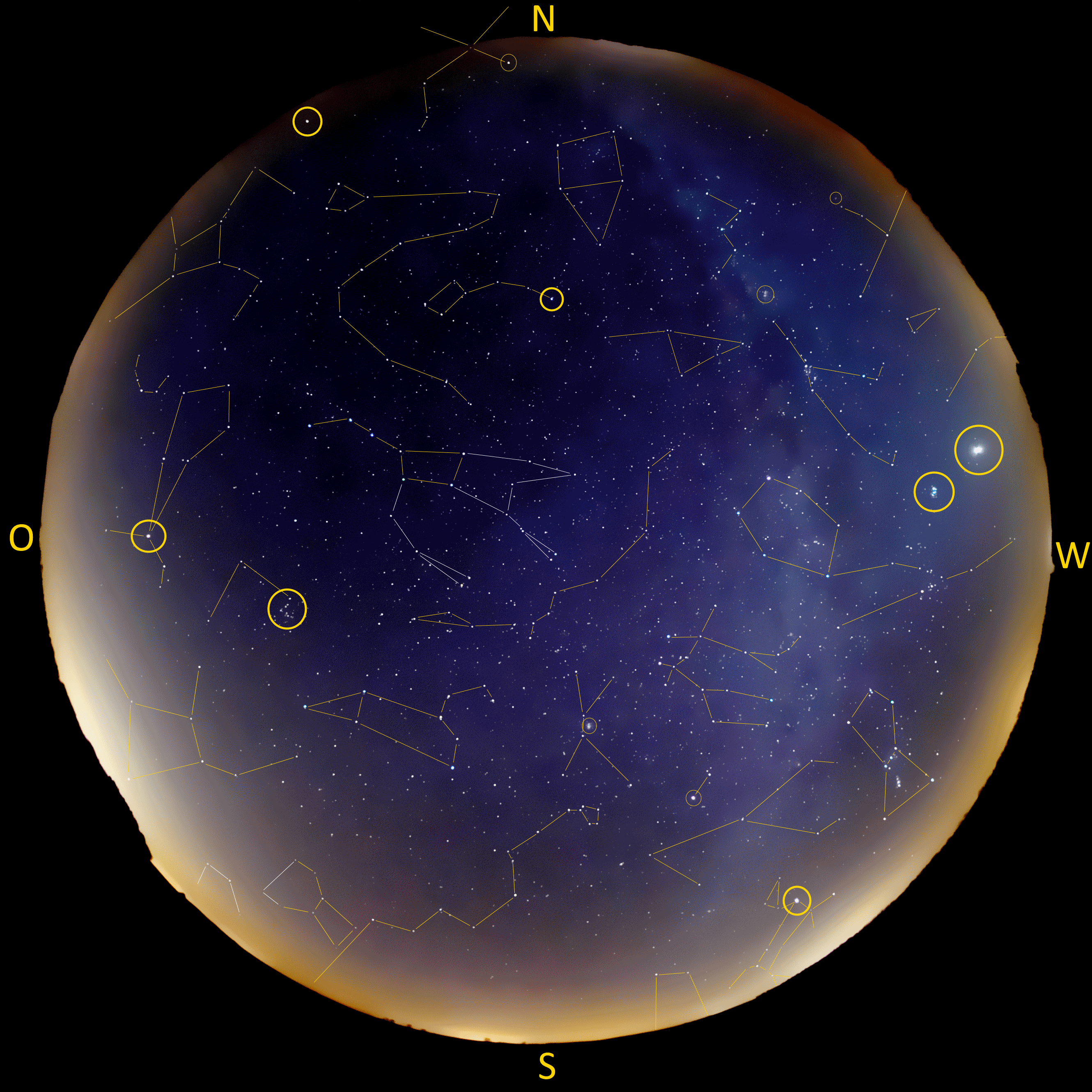
Sternbilder aufgenommen durch eine Allsky-Kamera

Die Kameras verfügen über Fischaugenobjektive mit Öffnungswinkeln von etwa 180° und kleiner Blendenzahl. Zusammen mit der notwendigen Elektronik befinden sie sich in einem wettergeschützten Gehäuse. Es können auch mehrere Kameras unterschiedlicher Ausrichtung eingesetzt werden. Durch zusätzliche Sensoren beispielsweise für Ultraviolett- oder Infrarotstrahlung können Bewölkung und Lichtverschmutzung (SkyQualityMeter - SQM) gemessen werden. Um einen Betrieb auch unterhalb des Taupunktes zu ermöglichen, kommen häufig elektrische Heizungen zum Einsatz, die Optik und Schutzglas der Kamera vor Beschlag schützen.
Von Amateuren werden häufig mit günstigen Mitteln wie dem Einplatinencomputer Raspberry Pi Eigenbauten betrieben.